# Subway 400
De Subway 400 was een race uit de NASCAR Winston Cup die jaarlijks gehouden werd tussen 1966 en 2004 op de North Carolina Speedway. De race werd vanaf 1996 gereden over een afstand van 400 mijl of 644 km. Richard Petty won de race zeven keer en is daarmee recordhouder. De laatste race in 2004 werd gewonnen door Matt Kenseth. Op hetzelfde circuit werd eveneens de Pop Secret Microwave Popcorn 400 gereden.

## Namen van de race
- Peach Blossom 500 (1966)
- Carolina 500 (1967 - 1985)
- Goodwrench 500 (1986 - 1995)
- GM Goodwrench Service 400 (1996 - 1997)
- GM Goodwrench Service Plus 400 (1998)
- BIG KMart/Dura Lube 400 (1999 - 2000)
- KMart/Dura Lube 400 (2001)
- Subway 400 (2002 - 2004)

## Winnaars
| Jaar                           | Winnaar           | Auto              |
| Peach Blossom 500              | Peach Blossom 500 | Peach Blossom 500 |
| ------------------------------ | ----------------- | ----------------- |
| 1966                           | Paul Goldsmith    | Plymouth          |
| Carolina 500                   |                   |                   |
| 1967                           | Richard Petty     | Plymouth          |
| 1968                           | Donnie Allison    | Ford              |
| 1969                           | David Pearson     | Ford              |
| 1970                           | Richard Petty     | Plymouth          |
| 1971                           | Richard Petty     | Plymouth          |
| 1972                           | Bobby Isaac       | Dodge             |
| 1973                           | David Pearson     | Mercury           |
| 1974                           | Richard Petty     | Dodge             |
| 1975                           | Cale Yarborough   | Chevrolet         |
| 1976                           | Richard Petty     | Dodge             |
| 1977                           | Richard Petty     | Dodge             |
| 1978                           | David Pearson     | Mercury           |
| 1979                           | Bobby Allison     | Ford              |
| 1980                           | Cale Yarborough   | Oldsmobile        |
| 1981                           | Darrell Waltrip   | Buick             |
| 1982                           | Cale Yarborough   | Buick             |
| 1983                           | Richard Petty     | Pontiac           |
| 1984                           | Bobby Allison     | Buick             |
| 1985                           | Neil Bonnett      | Chevrolet         |
| Goodwrench 500                 |                   |                   |
| 1986                           | Terry Labonte     | Oldsmobile        |
| 1987                           | Dale Earnhardt    | Chevrolet         |
| 1988                           | Neil Bonnett      | Pontiac           |
| 1989                           | Rusty Wallace     | Pontiac           |
| 1990                           | Kyle Petty        | Pontiac           |
| 1991                           | Kyle Petty        | Pontiac           |
| 1992                           | Bill Elliott      | Ford              |
| 1993                           | Rusty Wallace     | Pontiac           |
| 1994                           | Rusty Wallace     | Ford              |
| 1995                           | Jeff Gordon       | Chevrolet         |
| GM Goodwrench Service 400      |                   |                   |
| 1996                           | Dale Earnhardt    | Chevrolet         |
| 1997                           | Jeff Gordon       | Chevrolet         |
| GM Goodwrench Service Plus 400 |                   |                   |
| 1998                           | Jeff Gordon       | Chevrolet         |
| BIG KMart/Dura Lube 400        |                   |                   |
| 1999                           | Mark Martin       | Ford              |
| 2000                           | Bobby Labonte     | Pontiac           |
| KMart/Dura Lube 400            |                   |                   |
| 2001                           | Steve Park        | Chevrolet         |
| Subway 400                     |                   |                   |
| 2002                           | Matt Kenseth      | Ford              |
| 2003                           | Dale Jarrett      | Ford              |
| 2004                           | Matt Kenseth      | Ford              |

Huidige races:
Can-Am Duel ·
Daytona 500 ·
Subway Fresh Fit 500 ·
Kobalt Tools 400 ·
Food City 500 ·
Auto Club 400 ·
STP Gas Booster 500 ·
NRA 500 ·
Aaron's 499 ·
Toyota Owners 400 ·
Bojangles' Southern 500 ·
FedEx 400 ·
Coca-Cola 600 ·
STP 400 ·
Pocono 400 ·
Quicken Loans 400 ·
Toyota/Save Mart 350 ·
Coke Zero 400 ·
Quaker State 400 ·
Camping World RV Sales 301 ·
Brickyard 400 ·
Gobowling.com 400 ·
Cheez-It 355 at The Glen ·
Pure Michigan 400 ·
Irwin Tools Night Race ·
AdvoCare 500 (Atlanta Motor Speedway) ·
Federated Auto Parts 400 ·
Geico 400 ·
Sylvania 300 ·
AAA 400 ·
Hollywood Casino 400 ·
Bank of America 500 ·
Camping World RV Sales 500 ·
Goody's Headache Relief Shot 500 ·
AAA Texas 500 ·
AdvoCare 500 (Phoenix International Raceway) ·
Ford EcoBoost 400

Voormalige races:

Buddy Shuman 276 ·
Budweiser 400 ·
Budweiser NASCAR 400 ·
Columbia 200 ·
Coors 420 ·
First Union 400 ·
Greenville 200 ·
Hickory 276 ·
Kobalt Tools 500 (Atlanta Motor Speedway) ·
Los Angeles Times 500 ·
Mountain Dew Southern 500 ·
Northern 300 ·
Pepsi 420 ·
Pepsi Max 400 ·
Pickens 200 ·
Pop Secret Microwave Popcorn 400 ·
Sandlapper 200 ·
Subway 400 ·
Tyson Holly Farms 400 ·
Winston Western 500